# یوردنشتورف
یوردنشتورف (به آلمانی: Jördenstorf) یک شهر در آلمان است که در Rostock District واقع شده‌است. یوردنشتورف ۱٬۰۳۷ نفر جمعیت دارد.